# Туристичне товариство «Карпатські стежки»
Туристи́чне товари́ство «Карпа́тські сте́жки» (ТТКС) — громадське об'єднання, створене з метою захисту культурних, екологічних, соціальних прав та свобод громадян. Організація об'єднує членів з усієї країни. Створена у 2001 р. під назвою «Івано-Франківська регіональна Фундація» Василем Гутиряком. У 2013 році відповідно до Закону України «Про громадські об'єднання» організація перереєстрована під сучасною назвою. Головою ТТКС є Василь Фіцак.
ТТКС є членом Української асоціації активного і екологічного туризму, партнером-підписантом Сопронської декларації Central and Eastern European Greenways, є партнером PTTK. ТТКС відповідно до договорів про співпрацю є партнером Карпатського національного природного парку, Карпатського біосферного заповідника, природного заповідника «Ґорґани». Організація є членом Громадської Ради при департаменті міжнародного співробітництва, євроінтеграції та розвитку туристичної інфраструктури Івано-Франківської облдержадміністрації, бере участь в розробці програм ОДА, зокрема, регіональної цільової програми розвитку туризму на 2016—2020 роки

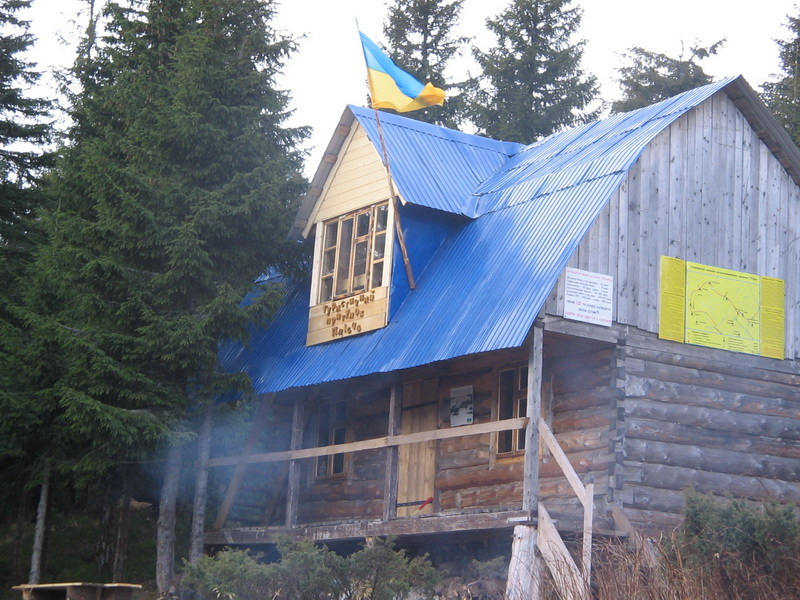
Єдиний в Україні туристський притулок, реконструйований (відбудований) 2002-2008 рр. на полонині Плісце Рожнятівського району Івано-Франківської області

Основною діяльністю організації є підтримка туристської інфраструктури Українських Карпат, сприяння дотриманню природоохоронного режиму об'єктів природно-заповідного фонду, проведення в Карпатах екологічних акцій за участю волонтерів з усієї країни та закордону з метою поширення знань про довкілля, турбота про довкілля, виховання екологічно свідомої молоді, підтримка програм відродження культурної та природної спадщини, пропагування здорового способу життя та розвитку громадської активності в галузі рекреації.

## Діяльність
- 2001 ― початок підготовки до відновлення першого українського туристичного притулку на пол. Плісце (збудовано 2005, відкрито 2008)
- 2003 ― реалізація спільно з PAUCI/Freedom House/USAID проєкту "Покращення стандартів зеленого туризму" для власників екосадиб Рожнятівського району. Під час реалізації були проведені 3 одноденні семінари в селах Бистриця Надвірнянського району, Вишків Долинського району та Гриньків (Осмолода, Кузьминець), після чого було проведено конкурсний відбір учасників та їх стажування в Польщі[7].
- 2004-2005 ― реалізація спільно з Івано-Франківською ОДА проєкту «Спільним шляхом до Об'єднаної Європи», що поклав початок відновленню довоєнної мережі туристських маршрутів та прилеглих притулків.
- 2005 ― проведення перших масових екоакцій в заказнику Ґрофа[8] та на полонині Хом'яків (КНПП)
- 2006 — реалізація проєкту Polska Pomoc/PTTK «Підтримка партнерства між громадськими та урядовими організаціями України з метою створення концепції розвитку гірського туризму», що профінансував відновлення 100 км пішохідних  та 200 км велосипедних туристських маршрутів, видання путівника та детальної туристської карти[9].
- 2007 — реалізація спільно з Посольством Королівства Нідерландів в Україні проєкту «Турбота про заказники Ґорґан». В ході було встановлено близько 30 інформаційно-охоронних знаків для об'єктів природно-заповідного фонду Рожнятівського району[10]
- 2008 ― розробка спільно з Івано-Франківським ОДА проєкту транскордонного співробітництва «Зелені стежки Прикарпаття»[11]. Проєкт було затверджено Постановою Кабінету Міністрів України від 27 грудня 2006 р. № 1819[12], однак жодних коштів виділено не було.

- 2009 — встановлення маркувальних стовпів на горі Говерла та озері Несамовите[13][14]
- 2010 — видання спільно з чеськими партнерами Aurius і Kontig та польським видавництвом Ruthenus, за участю Карпатського Туристичного Товариства CAV, Закарпатського гірського пошуково-рятувального загону та сайтів www.karpaty.net, www.karpatywschodnie.pl туристської карти «Ґорґани. Полонина Красна. Свидовець»[15]
- 2011 — реалізація спільного з Корпусом Миру в Україні проєкту «Екостежки Ґорґанського масиву», що був профінансований Rufford Foundation[en] (Велика Британія). Згідно проєкту було прочищено, промарковано та прознаковано 40 км екологічних стежок головним чином по периметру ландшафтного заказника «Ґрофа» та ботанічного заказника «Яйківський» та відновлено два притулки на території даних об'єктів для їх підтримки. Також спільно з волонтерами Корпусу Миру в Україні та PricewaterhouseCoopers в Україні було закінчено утеплення/оздоблення першого туристського притулку в Карпатах на полонині Плісце і проведено прибирання прилеглої території від сміття.
- 2012 — проведення екологічної акції під горами Сивуля та Боревка (Богородчанський район)[16][17]
- 2013 — проведення акції по очистці Боржавських полонин[18]
- 2014 — облаштування велосипедного маршруту в ур. Павлівський Камінь біля с. Князівське Рожнятівського району[19][20]
- серпень 2015 — спільно з КБЗ та КНПП проведення масштабної екологічної акції у підніжжі гір Петрос та Говерла[21]. Телерепортаж з акції, відео з акції
- жовтень-листопад 2015 — участь волонтерів ТТКС у спільному проєкті Прикарпатського та Варшавського університетів[22] по відновленню обсерваторії на г. Піп Іван в Українських Карпатах[23][24][25]